# Deutsche Fechtmeisterschaften

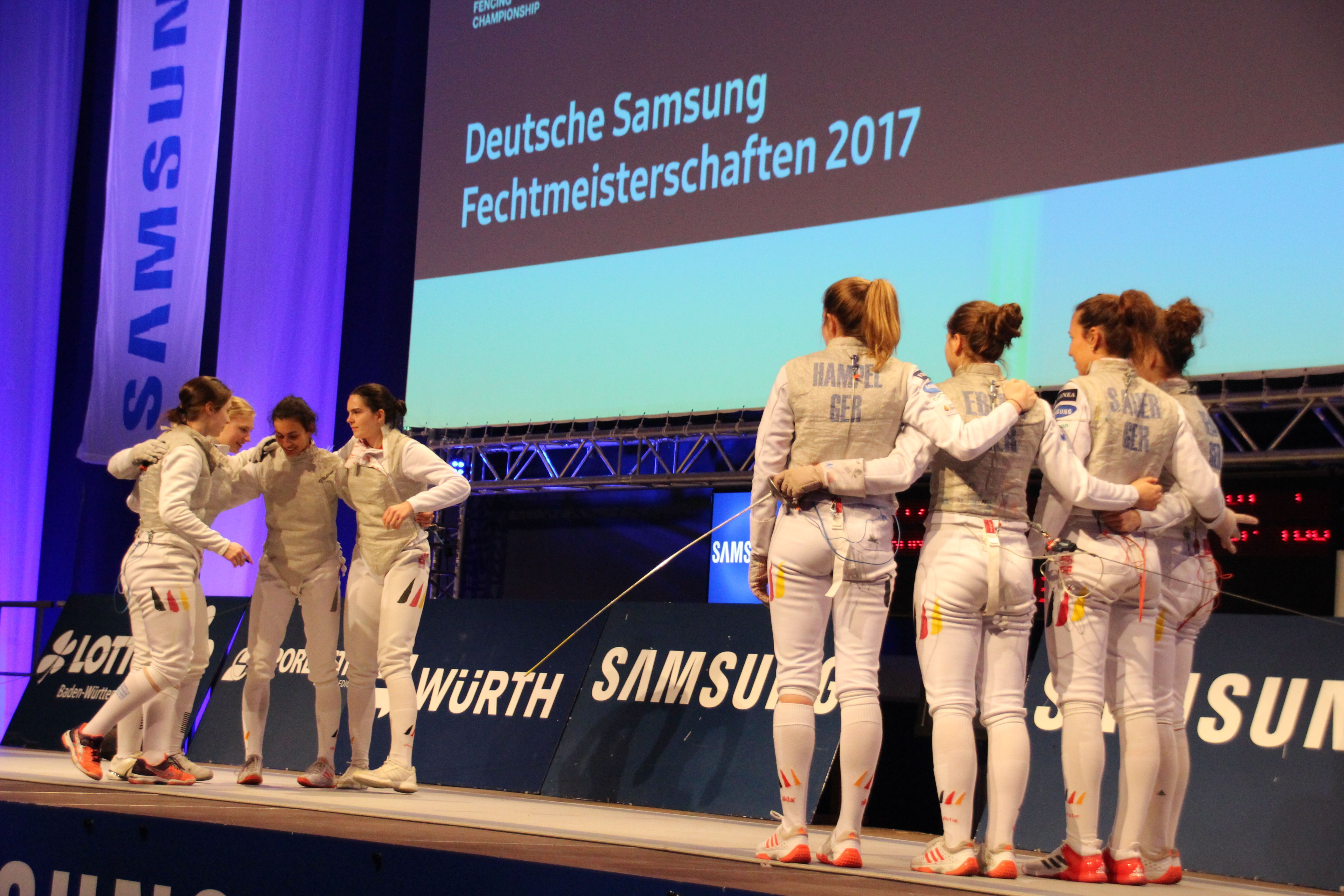
Deutsche Fechtmeisterschaften 2017 im Damenflorett (Mannschaft) am Olympiastützpunkt Tauberbischofsheim.

Die Deutschen Fechtmeisterschaften sind ein jährlich stattfindender Wettbewerb, in dem für verschiedene Waffengattungen des Fechtsports ein Deutscher Meister jeweils in der Männer- und in der Frauenklasse gekürt wird. Titel werden in den Waffengattungen Degen, Florett und Säbel jeweils in Einzel- sowie in den Mannschaftsdisziplinen vergeben. Sie werden vom Deutschen Fechter-Bund organisiert.

## Geschichte

### Vorgeschichte
Die ersten Fechtvereine im deutschsprachigen Raum gründeten sich in der zweiten Hälfte des 19. Jahrhunderts.

### 1896–1899: Von den ersten Meisterschaften bis zur Auflösung des DÖFB
Die ersten Deutschen Fechtmeisterschaften 1896 fanden in Berlin im Rahmen der Berliner Gewerbeausstellung in den Waffengattungen Säbel und Florett statt. Bei diesem ersten Versuch, eine gesamtdeutsche Meisterschaft auszutragen, nahmen allerdings hauptsächlich Fechter aus dem Rheinland und Berlin teil. Bei den Deutschen Fechtmeisterschaften 1897 in Berlin, die von dem am 7. März 1897 gegründeten Deutschen Fechterbund ausgetragen wurden, kam die Waffengattung Degen hinzu. Um eine Spaltung zu verhindern und die damals gleichberechtigte Mitgliedschaft Österreichs zum Ausdruck zu bringen, wurde der DFB schon im Oktober in Deutscher und Österreichischer Fechterbund umbenannt. Die Deutschen Fechtmeisterschaften 1899 waren die letzten Deutschen Meisterschaften, die vom Deutschen und Österreichischen Fechterbund ausgetragen wurden. 1900 fielen die Meisterschaften wegen der Olympischen Spiele aus, anschließend löste sich der DÖFB bereits auf.

### Seit 1913: Deutsche Fechtmeisterschaften des DFB

Logo des 1911 gegründeten Deutschen Fechter-Bunds

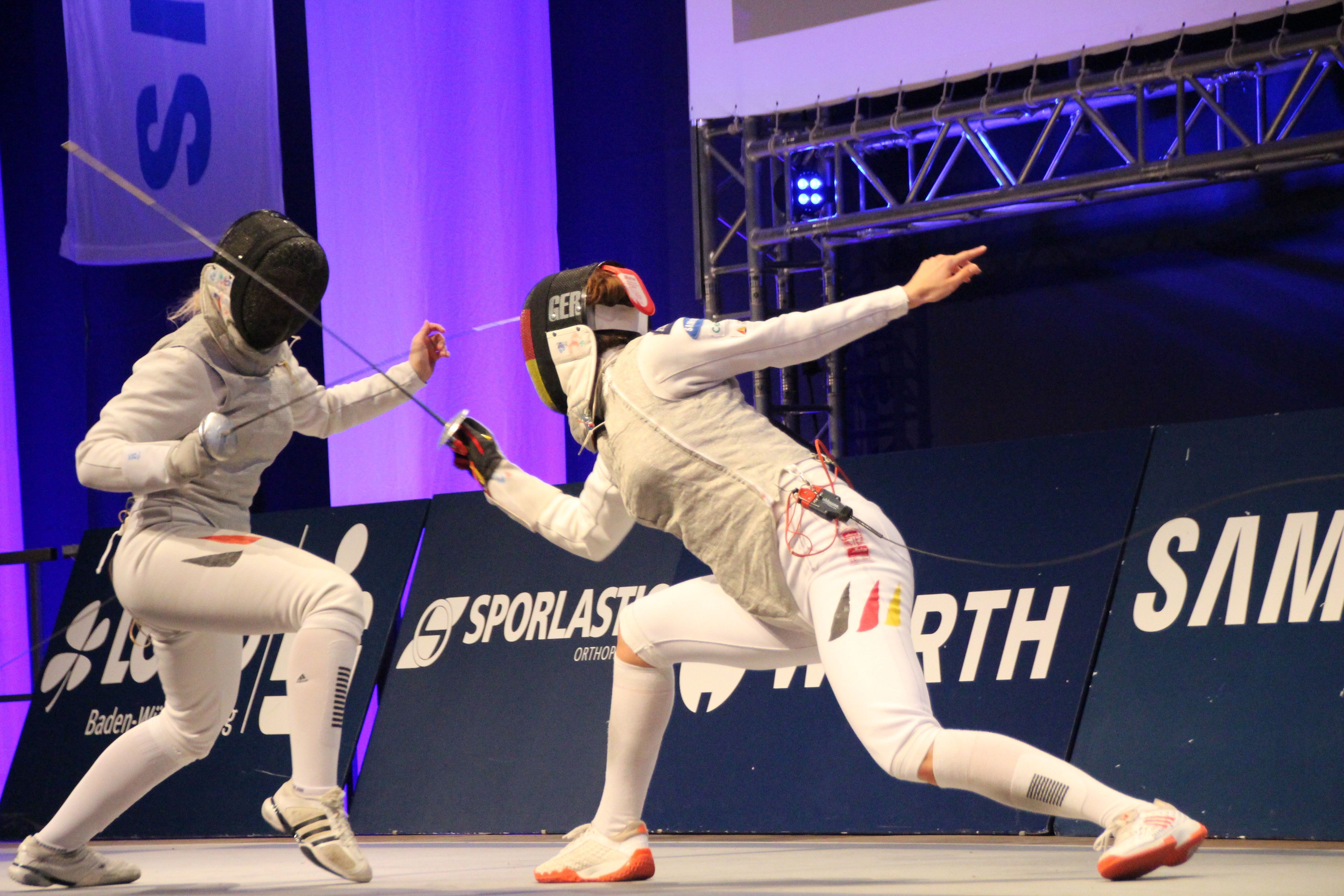
Deutsche Fechtmeisterschaften 2017 im Damenflorett, seit 1923 Bestandteil der nationalen Titelkämpfe

Die nächsten Meisterschaften fanden erst 1913 statt, diesmal mit dem 1911 gegründeten Deutschen Fechter-Bund als Ausrichter. Seit 1913 finden die Deutschen Fechtmeisterschaften mit einzelnen Unterbrechungen, etwa durch den Ersten oder den Zweiten Weltkrieg, jährlich an wechselnden Veranstaltungsorten statt.
1913 wurden die ersten Mannschaftswettbewerbe der Herren ausgeführt und 1921 fanden die Fechtwettbewerbe erstmals an zwei verschiedenen Veranstaltungsorten statt. Im Jahre 1922 mussten die Mannschaftswettbewerbe aus finanziellen Gründen abgesagt werden. Damenwettbewerbe wurden bei den Deutschen Fechtmeisterschaften erstmals 1923 eingeführt, jedoch nur im Damenflorett-Einzel. 1926 kam der Damendegen hinzu.
Bei den Deutschen Fechtmeisterschaften 1927 wurde die Mannschaftsmeisterschaft im Säbel der Herren abgebrochen und konnte erst im Folgejahr am 13. Mai 1928 zu Ende geführt werden.
Mit Beginn des Zweiten Weltkriegs fanden von 1939 bis 1941 und 1943 keine Mannschaftswettbewerbe statt; 1942 gab es lediglich einen Mannschaftswettbewerb im Damenflorett. Ab 1944 fielen die Deutschen Fechtmeisterschaften komplett aus. Nach dem Ende des Zweiten Weltkriegs kam es zu einem Verbot des Sportfechtens durch den Alliierten Kontrollrat und es dauerte bis 1951, als die ersten deutschen Fechtmeisterschaften der Nachkriegszeit stattfanden.
Bei den Damen gab es 1927 neben dem Wettbewerb im Florett zum letzten Mal bis 1987 einen im Degeneinzel. Bei den Fechtmeisterschaften 1988 wurde erstmals auch ein Damendegen-Mannschaftswettbewerb gefochten. Meisterschaften im Damensäbeleinzel gab es erstmals 1999. Mannschaftswettbewerbe im Damensäbel kamen bei den Fechtmeisterschaften 2000 hinzu.

### 2020 und 2021: Unterbrechungen durch die COVID-19-Pandemie
Im Jahre 2020 mussten die Deutschen Fechtmeisterschaften aufgrund der COVID-19-Pandemie in Deutschland abgesagt werden. Mit den German Masters fanden 2020 und 2021 Turnierserien des Deutschen Fechter-Bundes statt, die als Ersatz für die wegen COVID-19-Pandemie ausgefallenen Deutschen Meisterschaften ausgetragen wurden. An mehreren Austragungsorten fanden Einzelwettbewerbe in allen drei Disziplinen Florett, Degen und Säbel statt. Mannschaftswettbewerbe gab es keine.

## Sonstiges
Dem Tauberbischofsheimer Jürgen Hehn gelang es als bisher letztem Fechter, bei der zunehmenden Spezialisierung auf eine Waffe, 1972 Deutscher Einzelmeister mit dem Degen und 1974 mit dem Florett zu werden.